# Franz Strube
Franz Strube (* 3. September 1904 in Gotha; † 4. Dezember 1973) war ein Funktionär der SED und deutscher Gewerkschafter. Er war Vorsitzender des Bezirksvorstandes Suhl des Freien Deutschen Gewerkschaftsbundes (FDGB).

## Leben
Strube, Sohn eines Zimmermanns, besuchte die Volks- und Berufsschule. Er absolvierte eine Lehre zum Schriftsetzer und arbeitete später in diesem Beruf sowie als Bauhilfsarbeiter. 1919 trat er der Sozialistischen Arbeiter-Jugend, 1922 dem Kommunistischen Jugendverband Deutschlands bei. 1925 wurde er Mitglied der Kommunistischen Partei Deutschlands (KPD), deren Ortsgruppe Walldorf er später leitete.
Nach der Machtübernahme der NSDAP befand sich Strube 1933 zeitweise in „Schutzhaft“ im Zuchthaus Untermaßfeld. Von 1939 bis 1945 war er Laufrichter bei der Waffenfabrik „Sauer & Sohn“ in Suhl.
Nach Kriegsende 1945 gehörte Strube zu den Mitbegründern des Freien Deutschen Gewerkschaftsbundes (FDGB) in Meiningen. Er trat wieder der KPD bei und war Parteifunktionär in Walldorf. 1946 wurde er Mitglied der SED. 1947 nahm er an einem Lehrgang an der SMA-Schule in Königs Wusterhausen teil. Von 1946 bis 1950 sowie 1951/52 wirkte er als Vorsitzender des FDGB-Kreisvorstandes Meiningen. 1950 fungierte er zeitweise als Zweiter Vorsitzender des FDGB-Landesvorstandes Thüringen sowie als Leiter der Abteilung Arbeit und Soziales. Von 1950 bis 1952 war er zudem Mitglied der SED-Landesleitung Thüringen. Nach Auflösung der Länder in der DDR war Strube 1952/53 Vorsitzender des FDGB-Bezirksvorstandes Suhl und Mitglied der SED-Bezirksleitung. 1953 studierte er an der Bezirksparteischule. Anschließend war er von 1954 bis 1956 Sekretär der SED-Betriebsparteiorganisation im VEB Ernst-Thälmann-Werk in Suhl. Von 1960 bis 1962 war er Sekretär des Bezirksfriedensrates, anschließend von 1962 bis 1964 Betriebsleiter des Betonwerks Römhild. Von 1964 bis 1969 war er Vorstandsmitglied für Kader/Arbeit und Stellvertreter des Vorsitzenden der Konsumgenossenschaft Meiningen.